# Edna Bay
Edna Bay is een plaats (census-designated place) in de Amerikaanse staat Alaska, en valt bestuurlijk gezien onder Prince of Wales-Outer Ketchikan Census Area.

## Demografie
Bij de volkstelling in 2010 werd het aantal inwoners vastgesteld op 42.

## Geografie
Volgens het United States Census Bureau beslaat de plaats een oppervlakte van 152,3 km², waarvan 145,0 km² land en 7,3 km² water.
De plaats ligt op Kosciusko Island, een eiland voor de kust van het Prins van Waleseiland.

## Plaatsen in de nabije omgeving
De onderstaande figuur toont nabijgelegen plaatsen in een straal van 56 km rond Edna Bay.